# فانوس هواومسا الحجري
فانوس هواومسا الحجري (بالكورية: 구례 화엄사 각황전 앞 석등) هي الكنز الوطني لكوريا الجنوبية رقم 12. تمثل هذه الفوانيس ضوء بودا وتوضع في المباني المهمة مثل قاعات الصلاة أو بالقرب من الباغودا. للفانوس مشكاة توضع بداخلها الشمعة ويدعها قاعدة صخرية ولها سقف حجري مزينٌ من الأعلى. فانوس قاعة غاكهوانغجون في معبد هواومسا ارتفاعها 6.4 مما يجلعها الأكثر ارتفاعاً في كوريا.